# Я иду играть
«Я иду играть» (также известен как «#хочувигру») — полнометражный российский психологический триллер, снятый в 2021 году компаниями KION и МТС. Сюжет фильма основан на российской городской легенде и снят в стиле «скринлайф». Мировая премьера фильма состоялась 8 октября 2021 года. В США фильм вышел под названием «#Blue_whale».

## Сюжет
В обычном провинциальном городе происходят странные смерти подростков. Одной из погибших стала сестра Даны. Дана решает выяснить причину гибели сестры и находит у неё в соцсетях некую группу, участники–подростки которой получают задания, не выполнив которые они рискуют потерять друзей, родных и даже собственную жизнь. Дана вступает в группу, создавая фальшивый аккаунт. Вскоре она выходит на организатора группы — девушку под ником «Ада Морт», снимающейся на всех фотографиях и видео в чёрно-белой маске с зубами. Но вскоре Дана понимает, что Ада узнала её имя, адрес и планы. Ада шантажом, грозясь убить мать и друзей Даны, заставляет её выполнять все свои жестокие требования.

## Производство
Одним из продюсеров фильма стал Тимур Бекмамбетов, в 2018 году снявший фильм «Профиль» и спродюсировавший картину «Поиск» в том же году. Фильм был снят компанией Bazelevs Production (во время съёмок она принадлежала Тимуру Бекмамбетову).

## Премьера
Премьера фильма в Канаде состоялась на фестивале Fantasia в 2021 году. После премьеры фильм участвовал в кинофестивалях, проходивших в Польше, Колумбии и Австралии и практически на каждом получал награды. В 2023 году фильм вышел в международный прокат во Въетнаме, Мексике, Уругвае, Перу, Южной Корее и Германии (там фильм вышел сразу на DVD). Задержка показа в этих странах оправдывается тем, что фильм локализовывали и переводили на соответствующий язык.

## Премьера в России
После премьеры фильма в мире планировался широкий показ в России, но он состоялся не сразу, так как фильм был исключён из графика релизов дестрибьютора «Наше кино», по причине того, что за неделю до показа фильма в кинотеатрах на фильм начали поступать жалобы, из-за чего компании МТС Медиа пришлось устраивать закрытый тест-показ группе психологов и военных. После некоторых их замечаний фильм, называвшийся тогда «#хочувигру» переименовали в «Я иду играть». Премьера фильма в России состоялась только в 2022 году на Московском международном кинофестивале.

## В ролях
- Анна Потебня — Дана Бровкина
- Тимофей Елецкий — Лёша Весёлкин
- Екатерина Стулова — Елена Витальевна
- Диана Шульмина — Юля Бровкина
- Ольга Пипченко — Вика Новикова
- Полина Ватага — Маша Малахова
- Павел Юлку — Константин Малахов
- Даня Киселёв — Макс Петрухин
- Анастасия Брацюн — плачущая женщина
- Серафима Коваленко — Лена

## Награды и номинации
Фильм многократно участвовал в мировых кинофестивалях и награждался премиями. На Лос–Анджелесском кинофестивале на награды были номинированы режиссёр Анна Зайцева (премия за лучший фильм) и Иво Хегер (премия за лучший звуковой дизайн). Фильм также участвовал в Международном кинофестивале, где получил Приз жюри. Затем фильм поучаствовал на Фестивале безымянных кадров, где Егор Ветохин получил Приз жюри за лучшую операторскую работу. В 2023 году фильм показали на Кинофестивале фильмов ужасов в Боготе, где он получил Премию за лучший международный художественный фильм.

## Критика
Фильм получил в основном положительные отзывы. На сайте Критиканство средняя оценка фильма составляет 67 на основе 7 рецензий.
Денис Корсаков в своей рецензии, опубликованной в газете «Комсомольская правда» заявил, что «Это стремительный фильм: он идёт чуть больше полутора часов, но благодаря виртуозному монтажу в него удаётся впихнуть часа на три экранного времени». Сам фильм он охарактеризовал так: «Я иду играть», пожалуй, ещё удачнее чем «Поиск», ведь это один из лучших фильмов, показанных в 2022 году на ММКФ».